# 마운트배튼 경 암살 사건

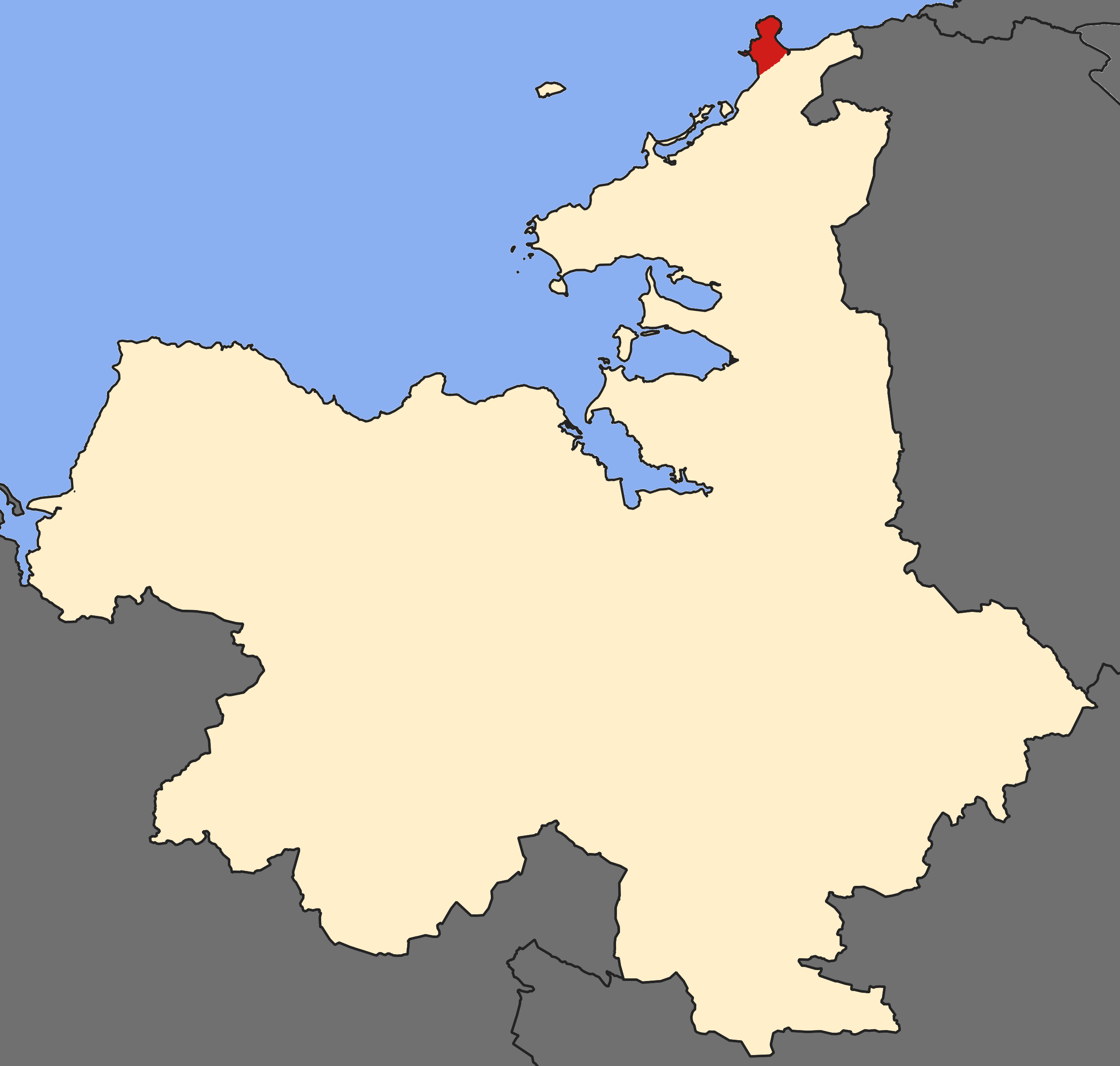
마운트배튼 경이 살해된 슬라이고 카운티 내 물라모어 반도(붉은색)를 보여주는 지도.

마운트배튼 경 암살 사건은 1979년 8월 27일 아일랜드 공화국군 임시파(IRA)의 자원봉사자였던 토머스 맥마흔에 의해 영국 왕실의 친척인 마운트배튼 경이 암살당한 사건이다. 
맥마흔은 마운트배튼 경이 소유한 어선 쉐도우 V호에 50파운드의 젤라그나이트 폭탄을 설치했고, 아일랜드 공화국 슬라이고 카운티의 물라모어 반도에 하룻밤 동안 숨겨두었다. 그것은 마운트배튼과 그의 가족과 선원들이 배에 타고 앞바다로 가져간 후 몇 시간 후에 폭발되었다. 마운트배튼은 폭발 현장으로 달려간 어부들에 의해 살아있는 채로 발견되었지만 해안에 도착하기 전에 사망했다. 또한 마운트배튼의 14살 손자 니콜라스 내치불과 선원으로 일하던 에니스킬렌 출신의 10대 소년 폴 맥스웰도 사망했다. 마운트배튼 경의 딸 패트리샤, 그녀의 남편 존 내치불, 그들의 아들 티모시(니콜라스의 쌍둥이 형제), 존 내치불의 어머니 도린은 모두 중상을 입었다. 도린 내치불은 다음날 병원에서 사망했다.